# Mediaonderzoek
Mediaonderzoek is de verzamelnaam van al het onderzoek dat gedaan wordt naar het bereik, consumptie en effecten van media. Voorbeelden zijn het kijk- en luisteronderzoek, STIR-bereiksonderzoek (internet), NOM Printmonitor en -doelgroepmonitor en het bereiksonderzoek Buitenreclame. 